# Châteaux de Ternier
Les châteaux de Ternier (en latin Terniacum, Ternye, castrum Terniaci) sont deux anciens châteaux forts, aujourd'hui disparus, qui se dressaient sur une colline du village de Ternier, aujourd'hui situé dans la commune de Saint-Julien-en-Genevois dans le département de la Haute-Savoie, en région Auvergne-Rhône-Alpes.
L'ensemble est constitué de deux édifices datés du XIIIe siècle — peut-être sur des structures antérieures — dont le château dit « comtal », qui semble à l'origine appartenir à la famille de Ternier avant la cession aux comtes de Genève, et d'une maison-forte de la Poype (Poëpe) également parfois appelé « Ternier ».

## Toponyme
Ternier est un toponyme désignant un confins ou une limite, contraction de « Terra ad lacum » soit terres du bout du lac (Léman)
Une autre acceptation indique que le nom est celui d'un ancien nom de domaine gallo-romain, composé d'un anthroponyme *Ternius associé au suffixe -acum, donnant Terniacum.
Les premières mentions (paroisse, village) datent de 1220 avec de Terniaco en 1220, puis Ternier (1222), Ternie (1225), ou encore Ternye (1288). Celle du château remonte à 1225, même si son édification pourrait remonter au siècle précédent.

## Situation
L'ancien bourg et les châteaux de Ternier se situaient sur le cours d'eau Le Ternier. Les châteaux étaient plus précisément installés sur une colline ou motte castrale, que l'on appelle dans l'ancien duché de Savoie « poype », d'une altitude d'environ 490 mètres, au-dessus du village de Ternier, aujourd'hui un simple hameau. La colline dominait ainsi les vallons de l'Aire, située au sud, et celui de l'Arande, située au nord.
Le château contrôlait, avec celui de Viry, la route reliant la ville de Genève à Chambéry et plus particulièrement l'axe Genève-Seyssel.

## Historique
Ternier était le siège d'une ancienne seigneurie vassale des comtes de Genève, puis de Savoie, avant devenir un bailliage bernois, avant son retour à la Savoie. Cette seigneurie contrôlait l'ensemble des territoires situés au sud de Genève, entre l'Arve et la Laire

### Période médiévale
La colline était occupée par un important château, devenu comtal, siège de la châtellenie. À proximité, une maison-forte de la Poype appartenant à la puissante famille de Ternier, qui fut un temps rivale des comtes de Genève. Cette famille semble vassale des comtes de Genève, bien qu'un descendant au XIVe siècle se reconnaissent comme homme lige de la grande duchesse Béatrice de Faucigny. Au XIIe siècle, malgré l'implantation stratégique de cette seigneurie, les Ternier ne possède pas le titre de « vidomne » de Ternier, qui se trouve porté par la famille Du Bois. Mais il semble bien que le premier château soit leur possession avant la cession aux comtes de Genève et la transformation de leur maison-forte de la Poype en résidence ordinaire. Les Ternier portent par ailleurs le titre de barones comme l'indique deux chartes du début du XIIe siècle, citant un Aymon de Ternier. Ils porteront plus tard le titre de « vicomte » ou de « vidomne ». Selon un dicton, les Ternier sont considérés comme l'une des grandes familles du comté, le chanoine Grillet relève ainsi : « Terny (Ternier), Viry, Compey sont les meillous maisons du Genevey, Salenove (Sallanuvaz) e Menton ne les craignons/cedons pas d'un bouton »,.
Les comtes de Genève et le seigneur de Faucigny, soutenu par Pierre de Savoie, sont en conflit. En 1249 ou 1250, Pierre de Savoie prend le château de Genève. Un compromis entre les deux seigneurs est signé sous l'arbitrage de l'archevêque de Lyon, Philippe de Savoie, qui se trouve être également le jeune frère de Pierre, et choisi par les deux seigneurs,. Cet acte du 10 juin 1250 indique que Pierre de Savoie met en gage le château de Genève qu'il vient de prendre ainsi que celui d'Alinge (les deux châteaux d'Allinges ont été réunis avec le mariage de Pierre de Savoie et la dame de Faucigny). Le comte de Genève et ses fils Rodophe et Henri mettent en gage six châteaux et de nombreux biens dont le château de Ternier,,.
En juillet 1252, l'évêque de Genève, Aymon de Grandson, accorde au fils du comte de Genève, Rodolphe, le marché de Ternier qui se déroule le jeudi en échange de droits.
Le 29 avril 1305, le comte Amédée II de Genève fait hommage lige à l'évêque de Genève, Aymon de Quart, pour un ensemble de droits, fiefs ou châteaux, celui-ci.
En 1497, François de Luxembourg, à la suite de son mariage avec Louise de Savoie (1467-1522), marquise de Baugé, dame d'Evian, fille de Janus de Savoie qui a reçu le comté de Genève comme apanage, reçoit les revenus de la seigneurie de Ternier.

### Période moderne

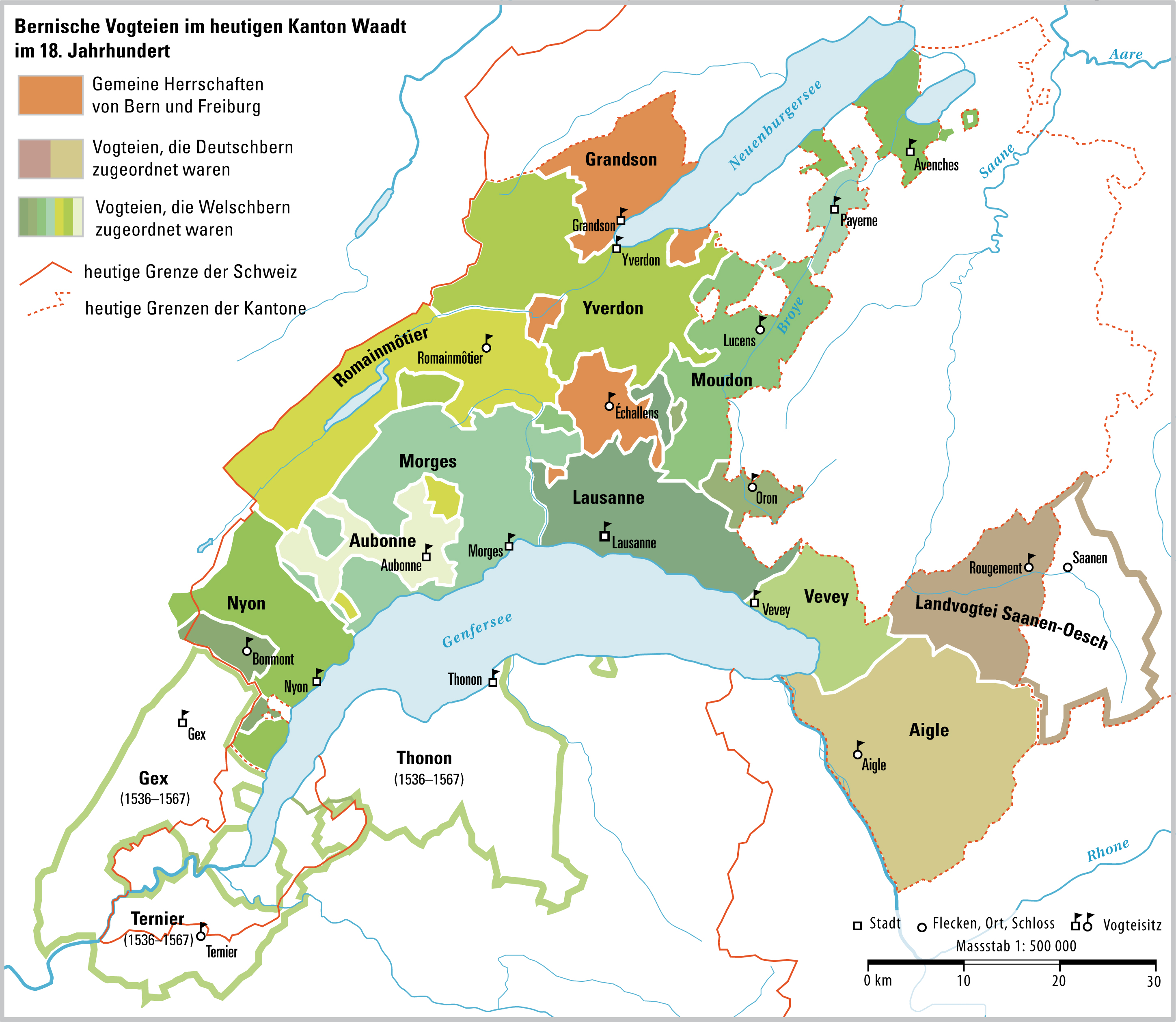
Carte des bailliages bernois au XVIe siècle.

Au XVIe siècle, la cité de Genève, passée au protestantisme, se sent menacée par les ducs de Savoie. Berne intervient pour aider la cité de Calvin. Cette partie du territoire, tout comme le Chablais voisin, est occupé entre 1536 et 1557. Ternier devient le centre d'un bailliage. Berne rend le bailliage en 1567.
En 1589, le château comtal est pris par les Genevois. Le duc de Savoie, Charles-Emmanuel Ier de Savoie, pour reprendre les châteaux utilise l'artillerie. Il mène lui-même ses troupes le 1er juin 1589,. Il somme les Genevois qui gardent le château de se rendre, les menaçant de six canons. Face au refus, 125 boulets tombent sur le château. En échange de la vie sauve, les Genevois acceptent de se rendre. Toutefois, le duc fait pendre les quarante soldats. Les châteaux seront ensuite détruits par les troupes savoyardes. La bataille se poursuit dans la plaine de Plan-les-Ouates. Le 3 juin 1589, malgré une armée supérieure, le duc est défait.
En 1780, le bailliage de Ternier est supprimé lors de la création de la province de Carouge.

## Description
Les deux châteaux sont situés sur une motte castrale ou poype. Les deux édifices étaient séparés par un tertre. 

### Le château comtal
Le château possédait un donjon dont l'épaisseur des murs est estimée à 2,8 mètres. La hauteur du donjon avoisinait les 21 mètres peut-être plus et possédait un toit,. Il semble qu'il fut remaniée de nombreuses fois.
Aujourd'hui totalement ruiné, il ne reste que l'amorce des deux tours principales ainsi que les traces de l'ancienne enceinte. Toutefois, on trouve encore les traces des anciennes voies d'accès ainsi que des fossés.
La seconde tour, de forme quadrangulaire, mesurant 13 × 11 mètres fut construite de 1328 à 1321. Le château bénéficia des innovations qui portèrent sur les enceintes et on dota la forteresse d'un mur-bouclier formant un angle de 140°.

### Château de la Poype (Poëpe)
Le château possédait une double enceinte associée à un donjon. La transformation du château indique que celui-ci ait été conçu pour protéger la forteresse comtale contre toute approche.
Dans l'enceinte, on retrouve une chapelle dédiée à saint Nicolas.
Aujourd'hui, il reste quelques ruines sous la végétation.

## Possessions
Le château dit « comtal » semble être cédé, selon Menabrea, ainsi que Jacquet, par la famille Ternier à la maison de Genève aux alentours du XIIe siècle,. Alors que Duparc indique que lorsque Humbert de Villars donne, en 1394, à Girard de Ternier le château et le mandement, cette famille n'avait eu aucun droit sur ce château.
La première mention indiquant qu'il appartient directement aux comtes de Genève date de 1225. En 1250, il est remis en gage au comte Philippe Ier de Savoie, avant de revenir au comte de Genève. En 1394, en raison de prêts important à Robert de Genève, futur pape Clément VII, Girard de Ternier obtient la cession du château et du mandement de la part de Humbert de Villars, le neveu. Girard de Ternier le cédera ensuite à sa mort au comte Amédée VIII de Savoie, selon une reconnaissance de 1405.

## Châtellenie de Ternier

### Organisation
Le château de Ternier est le siège d'une châtellenie, dit aussi mandement (mandamentum). Il s’agit plus particulièrement d’une châtellenie comtale au XIVe siècle, relevant directement du comte de Genève.
Bien que relevant directement des comtes de Genève, puis des comtes de Savoie (à partir de 1401), le château fut inféodé à des châtelains,,. Le châtelain est un « [officier], nommé pour une durée définie, révocable et amovible »,. Il est chargé de la gestion de la châtellenie, il perçoit les revenus fiscaux du domaine, et il s'occupe de l'entretien du château.

### Propriétaires de la Poype

Blason de la famille de Montchenu

Le château de la Poype (Poëpe) est la possession :
- XIIe siècle — 1418 : Famille de Ternier[5]. Le dernier représentant de la famille, Girard (Gerard) de Ternier, meurt, sans enfant, en juin 1418. Par son testament rédigé le même mois de la même année (le 13 juin), il lègue ses possessions à son neveu Richard de Montchenu[34]. En effet, Girard avait épousé une Catherine de Montchenu.
- 1418 — 1544 : Par héritage, possession de la famille Montchenu[5]. Qui relève le nom et le blason des Terniers depuis cette date.
- 1544 — 1610 : Jean-Claude de Châteauneuf de Montchenu[35], branche de Montchenu-Châteauneuf
- 1610 — 1792 : par mariage de Madeleine de Montchenu avec Hector Milliet de Challes[34], qui portent les titres marquis d'Arvilars et de la Poëpe[36]. Le château est ruiné.
- 1792 — août 1796 (Thermidor An IV) : Confiscation des biens par les révolutionnaires français et achat par Étienne-François Pissard[36].

### Fonds d'archives
- Série : Comptes des châtellenies (1418-1488). Fonds : Comptes des châtellenies, des subsides, des revenus et des judicatures; Cote : SA 12119-12189. Chambéry : Archives départementales de la Savoie (présentation en ligne).« Châtellenie de Ternier »
- Série : SA (XIIIe siècle-XVIe siècle). Fonds : Inventaire-Index des comptes de châtellenie et de subsides. Chambéry : Archives départementales de la Savoie (lire en ligne).p. 536-546, « Châtellenie de Ternier »

#### Régeste genevois
Actes publiés dans le Régeste genevois (1866), que l'on peut consulter en ligne dans le Répertoire chronologique des sources sur le site digi-archives.org de la Fondation des Archives historiques de l'Abbaye de Saint-Maurice (Suisse) :
1. 1 2 3  Acte du 10 juin 1250 (REG 0/0/1/821).
2. ↑  Acte de juillet 1252 (REG 0/0/1/844).

#### Autres références
1. ↑  Hubert Bessat et Claudette Germi, Les noms du patrimoine alpin : Atlas toponymique II, Savoie, Vallée d'Aoste, Dauphiné, Provence, vol. 2, Ellug, 2004, 464 p. (ISBN 978-2-84310-052-9, lire en ligne), p. 330-.
2. 1 2  D'après Henry Suter, « Ternier », Noms de lieux de Suisse romande, Savoie et environs, sur henrysuter.ch, Henry Suter, 2000-2009 (consulté en juillet 2014).
3. 1 2 3 4 5 6 7 8 9  Article Messager 2014, p. 1.
4. ↑  Thérèse Leguay, Jean-Pierre Leguay, Histoire de la Savoie, Paris, Éditions Jean-paul Gisserot, 2005, 128 p. (ISBN 978-2-87747-804-5, lire en ligne), p. 23.
5. 1 2 3 4 5  Blondel 1956, p. 61.
6. ↑  Duparc 1978, p. 545.
7. ↑  Duparc 1978, p. 543.
8. 1 2 3 4 5 6 7 8  Matthieu de la Corbière, « Ternier, de » dans le Dictionnaire historique de la Suisse en ligne, version du 2012. p. 1.
9. 1 2  Duparc 1978, p. 411.
10. 1 2  Menabrea 1865, p. 280.
11. 1 2  Menabrea 1865, p. 281.
12. 1 2  Menabrea 1865, p. 279.
13. ↑  Jean-Louis Grillet, Dictionnaire historique, littéraire et statistique des départements du Mont-Blanc et du Léman, contenant l'histoire ancienne et moderne de la Savoie, et spécialement celle des personnes qui y étant nées ou domiciliées, se sont distinguées par des actions dignes de mémoire, ou par leurs succès dans les lettres, les sciences et les arts, Puthod, 1807, « 3 tomes in-8° », p. 28.
14. 1 2 3  Pierre Duparc, Le comté de Genève, (IXe – XVe siècles), t. XXXIX, Genève, Société d’histoire et d’archéologie de Genève, coll. « Mémoires et documents » (réimpr. 1978) (1re éd. 1955), 621 p. (lire en ligne), p. 169.
15. ↑  Association des milices vaudoises, Centre d'histoire et de prospective militaires, Les milices vaudoises, Éditions Cabédita, coll. « Archives vivantes romandes », 1995, 198 p. (ISBN 978-2-88295-156-4), p. 35.
16. ↑  Acte du 20 avril 1305, Paul Lullin et Charles Le Fort, Régeste genevois : Répertoire chronologique et analytique des documents imprimés relatifs à l'histoire de la ville et du diocèse de Genève avant l'année 1312, Société d'histoire et d'archéologie de Genève, 1866, 542 p. (lire en ligne), p. 387.
17. ↑  Gilbert Marion, « Luxembourg-Martigues » dans le Dictionnaire historique de la Suisse en ligne, version du 2010..
18. 1 2  Blondel 1956, p. 64.
19. 1 2 3 4 5 6 7  Blondel 1956, p. 66.
20. 1 2  Matthieu de la Corbière (préf. Pierre Guichard), L'invention et la défense des frontières dans le diocèse de Genève : étude des principautés et de l'habitat fortifié, XIIe-XIVe siècle, Annecy, Académie salésienne, coll. « Mémoires et documents publiés par l'Académie salésienne » (no 107-108), 2003, 646 p. (ISBN 978-2-901-10218-2), p. 297.
21. 1 2 3  Chapier 1961, p. 213.
22. ↑  Jacquet 1978, p. 25.
23. 1 2  Duparc 1978, p. 422-423.
24. ↑  Payraud 2009, p. Annexe 8 : liste des ensembles fortifiés intégrés au corpus.
25. ↑  Pierre Duparc, Le comté de Genève, IXe – XVe siècle, t. XXXIX, Genève, Société d'histoire et d'archéologie de Genève, coll. « Mémoires et Documents » (réimpr. 1978) (1re éd. 1955), 616 p. (lire en ligne), p. 416.
26. ↑  Chapier 1961, p. 212.
27. ↑  Pierre Duparc, Le comté de Genève, IXe – XVe siècle, t. XXXIX, Genève, Société d'histoire et d'archéologie de Genève, coll. « Mémoires et Documents » (réimpr. 1978) (1re éd. 1955), 616 p. (lire en ligne), p. 413 et suivantes.
28. ↑  Christian Sorrel, Histoire de la Savoie : images, récits, La Fontaine de Siloé, 2006, 461 p. (ISBN 978-2-84206-347-4, lire en ligne), p. 146-147.
29. ↑  Nicolas Carrier, « Une justice pour rétablir la « concorde » : la justice de composition dans la Savoie de la fin du Moyen Âge (fin XIIIe -début XVIe siècle) », dans Dominique Barthélemy, Nicolas Offenstadt, Le règlement des conflits au Moyen Âge. Actes du XXXIe Congrès de la SHMESP (Angers, 2000), Paris, Publications de la Sorbonne, 2001, 391 p. (ISBN 978-2-85944-438-9), p. 237-257.
30. ↑  Alessandro Barbero, « Les châtelains des comtes, puis ducs de Savoie en vallée d'Aoste (XIIIe – XVIe siècle) », dans Guido Castelnuovo, Olivier Mattéoni, « De part et d'autre des Alpes » : les châtelains des princes à la fin du moyen âge : actes de la table ronde de Chambéry, 11 et 12 octobre 2001, 2006, 266 p. (lire en ligne).
31. ↑  ADS1.
32. ↑  Payraud 2009, p. 671-682, Annexe 11 : liste des châtelains recensés dans le cadre de cette étude.
33. ↑  Jacquet 1978, p. 163.
34. 1 2  Blondel 1956, p. 62.
35. ↑  Blondel 1956, p. 125.
36. 1 2  Blondel 1956, p. 63.